# Garrot de lligar garbes

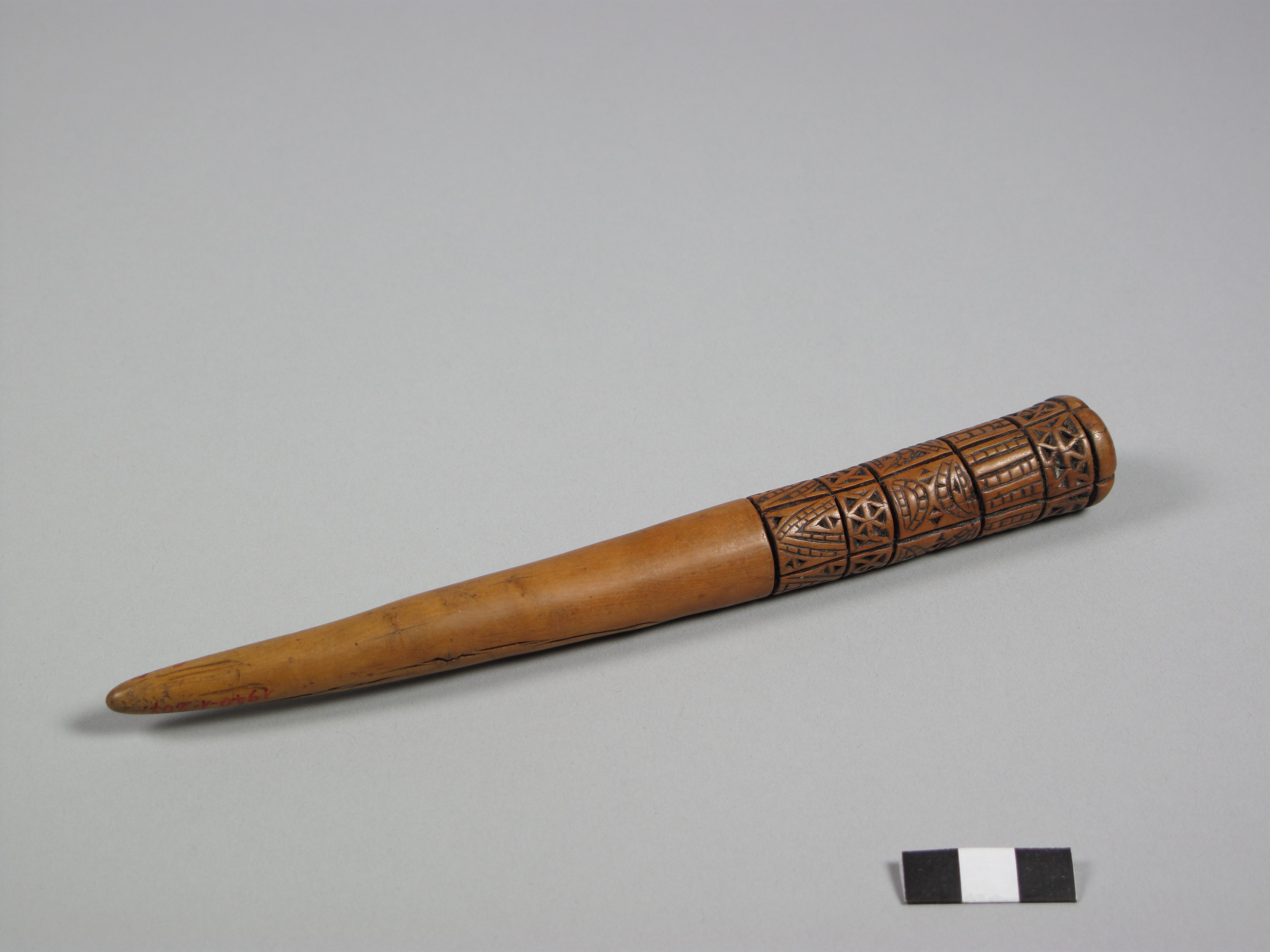
Un garrot de lligar garbes musicat.

El garrot de lligar garbes, lligador de garbes o senzillament garrot, és una eina de fusta que facilitava la feina de fer vencills (lligalls fets amb brins de cereal) per a lligar garbes (feixos d'espigues tallades i lligades) en temps de sega.
Els garrots solen ser de fusta de boix, amb forma més o menys punxeguda, lleugerament corbada, i secció rodona. Normalment, tenen uns 30-35 centímetres de llarg.
Al Pallars, era costum que els fadrins els decoressin i els regalessin a les seves estimades. A més a més de musicar-les amb la navalla, a voltes hi feien dibuixos profunds que omplien amb estany fos.